# Edouard André (collezionista)
Édouard François André (Parigi, 13 dicembre 1833 – Parigi, 16 luglio 1894) è stato un politico, mecenate e collezionista d'arte francese.

## Biografia
Figlio del banchiere Ernest André (1803-1864) e di Louise Cottier, Édouard André nacque in una famiglia di ricchi banchieri protestanti, originari del sud-est della Francia (Nîmes nel Gard), che conobbe il suo apogeo durante il Secondo impero. Rimase orfano della madre all'età di due anni.
Fermo sostenitore di Napoleone III, sensibile alle idee san-simoniste, la famiglia André partecipò al finanziamento della modernizzazione della Francia e delle grandi imprese del regime imperiale.

### Ufficiale del Secondo Impero
Allevato nel culto di Napoleone I, fu destinato alla carriera militare.
All'età di diciotto anni entrò alla Scuola speciale militare di Saint-Cyr e ne uscì nel reggimento delle Guide, reggimento di élite al servizio personale dell'Imperatore Napoleone III, e sarebbe stato notato dall'Imperatrice.
Partecipò come ufficiale alle Campagne d'Italia e del Messico prima di congedarsi dall'esercito nel 1863, all'età di 30 anni.

### Collezionista e mecenate
Fu allora che iniziò a costituire una collezione di dipinti, mobili e altri oggetti d'arte.
Successe a suo padre come deputato del Gard, eletto il 29 maggio 1864. Rieletto il 23 maggio 1869, sedette in parlamento fino al 4 settembre 1870.
Dopo il crollo del Secondo Impero, egli si arruolò nella Guardia Nazionale nel 1871. Negoziò con la famiglia Rothschild il contributo che la Francia avrebbe dovuto versare alla Germania dopo la capitolazione e in breve tempo raccolse la somma necessaria.
Deluso dalla politica, decise di consacrarsi esclusivamente alle sue collezioni. Nel 1868, ordinò all'architetto Henri Parent un Hôtel particulier di proporzioni grandiose su un terreno di 5700 m2 situato al n. 158 di Boulevard Haussmann e acquistato per la considerevole somma di 1.520.000 franchi.
I lavori si svolsero dal 1869 al 1875. Il palazzo ospita oggi il Museo Jacquemart-André.
Nel 1872, acquistò la Gazette des Beaux-Arts e divenne presidente dell'Unione centrale delle arti decorative.
Quello stesso anno, dopo aver già fattosi scolpire un busto da Jean-Baptiste Carpeaux e dipingere un proprio ritratto da Franz Xaver Winterhalter, ordinò un nuovo ritratto a Nélie Jacquemart, sua ex allieva da otto anni, che egli sposò civilmente a Parigi il 29 giugno 1881.
La sua salute peggiorò rapidamente ed egli morì nel 1894, all'età di sessant'anni.

## Onorificenze
- Ordine dei Santi Maurizio e Lazzaro
- Cavaliere della Legion d'onore